# Elymnias obnubila
Elymnias obnubila är en fjärilsart som beskrevs av Marshall och De Nicéville 1883. Elymnias obnubila ingår i släktet Elymnias och familjen praktfjärilar. Inga underarter finns listade i Catalogue of Life.

## Bildgalleri

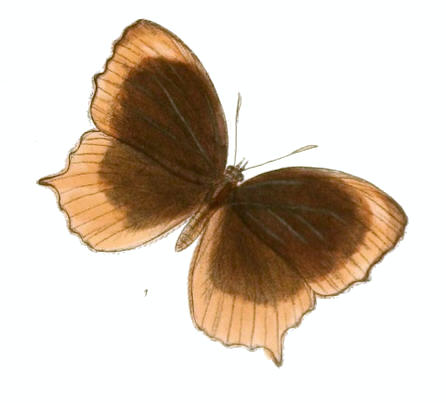
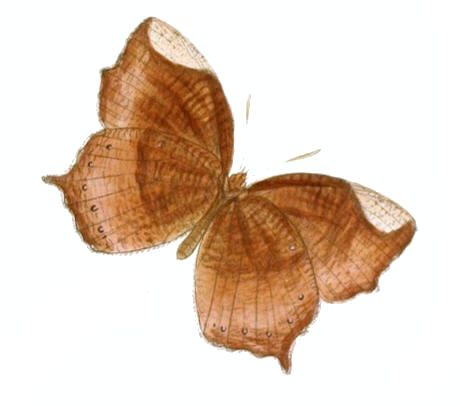
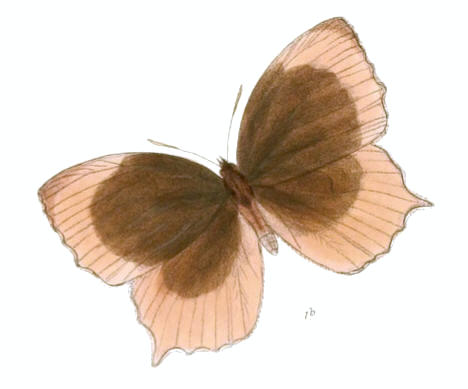